# Agência Brasileira de Promoção de Exportações e Investimentos
A Agência Brasileira de Promoção de Exportações e Investimentos (ApexBrasil) é um Serviço Social Autônomo vinculado ao Ministério do Desenvolvimento, Indústria, Comércio e Serviços por meio de um contrato de gestão. Como entidade sem fins lucrativos, de direito privado, interesse coletivo e utilidade pública, atua para promover os produtos brasileiros no exterior, atrair investimentos estrangeiros para setores estratégicos da economia brasileira e apoiar a internacionalização de empresas brasileiras.
Tem por competência a execução das políticas de promoção de exportações, em cooperação com o poder público, e das ações para promoção de investimentos, em conformidade com as políticas nacionais de desenvolvimento, particularmente as relativas às áreas industrial, comercial, tecnológica, de agricultura e de serviços, especialmente as que favoreçam as empresas de pequeno porte e a geração de empregos.
Para alcançar seus objetivos, a ApexBrasil realiza ações diversificadas de promoção comercial, tais como missões prospectivas e comerciais, rodadas de negócios, apoio à participação de empresas brasileiras em feiras internacionais, visitas de compradores estrangeiros e formadores de opinião para conhecer a estrutura produtiva brasileira, entre outras plataformas que têm por objetivo fortalecer o Brasil como parceiro internacional de negócios.
A Agência também interage de forma coordenada com atores públicos e privados na atração de investimentos estrangeiros diretos (IED) para o Brasil, com foco em setores prioritários para o desenvolvimento da competitividade das empresas brasileiras e da economia nacional.

## Missão e Eixos de Atuação
A missão central da ApexBrasil inclui os seguintes eixos de atuação: i) promoção das exportações brasileiras; ii) atração de investimentos estrangeiros diretos; e iii) apoio à internacionalização de empresas brasileiras.
Como suporte aos eixos centrais, a Agência atua ainda nos eixos transversais de inteligência de mercado, qualificação para a internacionalização e promoção da imagem do Brasil como parceiro internacional de negócios.

## Histórico e Estrutura
A Agência foi originalmente criada no âmbito do Serviço Brasileiro de Apoio às Micro e Pequenas Empresas (SEBRAE) por meio do , a partir de iniciativa da economista mineira Dorothea Werneck, ministra da Indústria e Comércio entre 1995 e 1996..
O empresário catarinense Luiz Fernando Furlan, ministro do Desenvolvimento, Indústria e Comércio Exterior entre 2003 e 2007, liderou o processo de reestruturação da Agência como Serviço Social Autônomo, dotada de receitas próprias (12,5% da contribuição social destinada ao SEBRAE). A instituição da ApexBrasil em novo formato foi autorizada pela Medida Provisória nº 106, de 22 de janeiro de 2003, posteriormente convertida na Lei nº 10.668, em maio do mesmo ano.
No presente, a ApexBrasil conta com sede em Brasília e escritórios em quatro regiões brasileiras (Belém, Porto Alegre, Recife, São Paulo), além de nove escritórios no exterior (Bogotá, Bruxelas, Dubai, Jerusalém, Miami, Moscou, Pequim, São Francisco, Xangai), que atuam como "hubs" regionais em estreita coordenação com a rede de Postos do Ministério das Relações Exteriores para: i) identificar, assistir e qualificar a demanda e as oportunidades nos mercados-alvo para produtos e serviços brasileiros; ii) fortalecer o trabalho de identificação e relacionamento com investidores estrangeiros; e iii) assegurar a fluidez das relações da Agência e de seus parceiros públicos e privados no Brasil com atores relevantes em mercados internacionais selecionados. Os trabalhos dos escritórios da Agência no Brasil e no exterior são coordenados e supervisionados pela Gerência Regional, criada em janeiro de 2020.

## Governança
Nos termos da  Lei nº 10.668/2003 e de seu Estatuto Social, a ApexBrasil tem a seguinte estrutura de Governança:

### Conselho Deliberativo da ApexBrasil (CDA)
Órgão colegiado presidido pelo ministro de Estado de Desenvolvimento, Indústria, Comércio e Serviços, com a missão de direcionamento e monitoramento estratégico da Agência, sendo integrado por representantes do Poder Executivo Federal e do setor privado. A Secretaria-Executiva da CAMEX é membro consultivo (sem voto) do Conselho Deliberativo. O CDA é responsável pela deliberação de assuntos diversos, a exemplo das políticas que regem a atuação da ApexBrasil, planos de ação e peças orçamentárias anuais, em consonância com o Contrato de Gestão celebrado entre a Agência e o Poder Executivo, representado pelo Ministério das Relações Exteriores.

### Conselho Fiscal da ApexBrasil (CFA)
Instância máxima de fiscalização da Agência e assessoramento do CDA para assuntos de gestão contábil, patrimonial e financeira. É composto por três conselheiros, sendo dois representantes do Poder Executivo Federal e um da sociedade civil.

### Diretoria Executiva (DIREX)
Órgão de gestão administrativa, técnica e financeira da ApexBrasil, integrado por um presidente e dois diretores (responsáveis pelas áreas de Negócios e de Gestão). O presidente da Diretoria Executiva é indicado pelo Presidente da República, ao passo que os diretores são indicados pelo Conselho Deliberativo da ApexBrasil. A DIREX responde pela execução da política de promoção comercial, de atração de investimentos e de apoio à internacionalização das empresas brasileiras.

## Produtos e Serviços
A ApexBrasil possui uma carteira de produtos e serviços com o objetivo de facilitar o acesso das empresas brasileiras aos mercados internacionais, levando as exportações brasileiras a mais destinos e fortalecendo a percepção internacional dos investidores e compradores estrangeiros sobre as empresas, produtos e serviços brasileiros. Os principais públicos-alvo da ApexBrasil são: i) empresas brasileiras, ii) compradores internacionais, iii) investidores estrangeiros, e iv) formadores de opinião econômica internacional.
Os serviços da ApexBrasil abrangem essencialmente a qualificação empresarial, a promoção comercial, a atração de investimentos estrangeiros, a inteligência de mercado e o apoio à abertura de operações no exterior por parte de empresas brasileiras. A Agência tornou-se, ainda, referência em transformação digital no contexto da Covid-19, oferecendo ampla gama de produtos especiais para mitigar os efeitos da pandemia em seus clientes.

### Qualificação Empresarial
Visando desenvolver competências como negociação, planejamento estratégico, marketing e vendas nas empresas brasileiras que buscam maior competitividade no mercado internacional, os programas de qualificação para exportação da ApexBrasil oferecem desde serviços de consultoria e diagnóstico específicos para cada empresa, até missões internacionais para o conhecimento da dinâmica de feiras e rodadas internacionais de negócios e o desenvolvimento de competências de negociação internacional.
- Programa de Qualificação para Exportação (PEIEX): 
Oferecido para as empresas brasileiras iniciarem o processo de exportação de forma planejada e segura.
- Oficinas de Competitividade: 
Cursos de 8 (oito) horas com o objetivo de transmitir conhecimentos sobre temas relacionados ao Comércio Exterior para empresários iniciantes no processo de exportação.
- Primeira Ação de Exportação: 
Rodadas de Negócios realizadas entre empresas integrantes do Programa de Qualificação para Exportação (PEIEX) e Comerciais Exportadoras. O objetivo é possibilitar que as empresas capacitadas pelo PEIEX apresentem seus produtos a Comerciais Exportadoras e coloquem em prática a experiência de negociação internacional.
- Design Export: 
Projeto que apoia empresas brasileiras no desenvolvimento de produtos e embalagens para a exportação.
- Programa E-xport: 
O programa tem como objetivo auxiliar empresas brasileiras, exportadoras e não exportadoras, a fazer parte da cadeia global digital de valor, impulsionando seus negócios por meio do e-commerce.
- Passaporte para o Mundo: 
As trilhas disponíveis na plataforma on-line Passaporte para o Mundo estão organizadas de maneira a apoiar o desenvolvimento de competências necessárias para que as empresas brasileiras enfrentem os desafios da expansão internacional.

### Promoção Comercial
Os serviços de Promoção Comercial da ApexBrasil possibilitam aos empresários brasileiros o contato direto com os compradores internacionais, visando o aumento de suas exportações.
- Projetos Setoriais: 
São programas que englobam um conjunto de iniciativas com vistas ao mapeamento e à geração de oportunidades de negócios internacionais para os produtos e serviços brasileiros, com base em estratégias setoriais de promoção comercial geridas com o próprio setor privado, considerando as políticas governamentais vigentes e o interesse dos clientes e mercados.
- Missão Empresarial: 
Organização de delegação de empresários brasileiros para visitar outros países, com objetivos comerciais.
- Missão Prospectiva: 
É uma missão empresarial com objetivo de prospectar novos mercados estratégicos para as empresas brasileiras. Nessas ações, são realizadas visitas técnicas e agendas comerciais com apoio de especialistas locais.
- Feiras Internacionais: 
Participação brasileira organizada pela ApexBrasil em pavilhões de grandes feiras multissetoriais, realizadas no Brasil ou no exterior, que possibilitam a promoção de imagem e geração de negócios.
- Missões Oficiais de Governo: 
Organização de delegação brasileira em visitas realizadas pela comitiva governamental/presidencial a outros países, com objetivo de estreitar relacionamentos e defender interesses estratégicos de alguns setores/empresas, bem como contribuir para promover a imagem do país.
- Projeto Comprador: 
Consiste na visita de compradores internacionais (pré-qualificados) ao Brasil para encontros de negócios com empresas brasileiras e visitas externas a unidades produtivas, feiras e eventos complementares, visando à promoção de negócios, prospecção de novos mercados e divulgação de produtos e serviços brasileiros.
- Rodadas de Negócios: 
São reuniões de negócios, presenciais ou virtuais, realizadas entre compradores, distribuidores e representantes de redes internacionais com empresas brasileiras e empresas comerciais exportadoras.
- Agenda Customizada de Negócios para Exportação: 
Preparação de agenda prospectiva em mercados-alvo com foco em prospecção de mercado para exportação, para as empresas em conformidade com o perfil e potencial para explorar o mercado.
- Agendas Virtuais de Negócios: 
Construção de agendas virtuais (on-line) personalizadas com fornecedores e stakeholders brasileiros.
- Orientação de Mercado Local para Exportação: 
Fornecimento de informações de mercado para as empresas que desejam aprofundar seus conhecimentos sobre o seu setor ou produto no mercado-alvo, contemplando fontes, contatos, informações sobre canais de distribuição, informações sobre feiras e eventos, entre outros.
- Estudo Individual sob Demanda: 
Estudos customizados sob demanda do cliente, que incluem informações gerais do país e setor, além de volume e valor das importações, análise da indústria, importadores, fornecedores, concorrentes locais (caso seja possível), tarifas alfandegárias (preferências comerciais) e requisitos ou regulamentações para importação (se aplicáveis).
- Lista de Potenciais Parceiros: 
Lista pré-qualificada de potenciais fornecedores brasileiros, de acordo com demanda específica do comprador.

### Inteligência de Mercado
A ApexBrasil possui uma série de serviços de inteligência de mercado que promovem oportunidades de mercado.
- Estudos de Oportunidades de Mercados: 
Apresentam informações de desempenho econômico, ambiente de negócios, característica do mercado, comércio, produção, consumo, concorrência, regulações, barreiras tarifárias e não tarifárias, e principais oportunidades para exportação dos setores brasileiros.
- Priorizações de Mercado: 
O exercício de priorização de mercado é desenvolvido em conjunto com as associações e as empresas participantes dos Projetos Setoriais. O seu objetivo é definir os países prioritários para a promoção comercial dos setores econômicos apoiados pela Agência.
- Apresentações de Oportunidades de Mercado: 
Apresentações de oportunidades de mercado para empresas brasileiras, elaboradas pela Equipe de Inteligência Comercial da ApexBrasil e disponibilizadas nos canais institucionais da Agência e eventos específicos.
- Mapa Estratégico de Mercados e Oportunidades Comerciais para as Exportações Brasileiras: 
O Mapa de Oportunidades se destina a apoiar as empresas brasileiras no mapeamento de mercados prioritários e na diversificação de destinos e de produtos exportados.
- Mapa de Oportunidades para as Exportações Brasileiras nos Estados Unidos: 
Aplicação dos métodos estatísticos já validados no Mapa de Oportunidades à realidade dos estados norte-americanos.
- Mapa de Investimentos Estrangeiros Diretos Bilaterais: 
Trata-se de panorama que detalha a situação dos ativos, estoques e fluxos bilaterais de Investimentos Estrangeiros Diretos (IED) entre Brasil e outros países/regiões.
- Perfil Exportador dos Estados Brasileiros: 
Ao analisar a pauta exportadora dos estados brasileiros, esses estudos apontam os mercados externos que oferecem as melhores chances para a comercialização dos produtos estaduais.
- Estudo de Acesso a Mercado: 
Estudo sobre as condições de acesso a outros mercados para produtos brasileiros, com foco em temas regulatórios, tarifários, não tarifários e de padrões privados.
- Webinars de Oportunidades de Mercado e Temáticas de Comércio Exterior: 
Apresentações de oportunidades de mercado e temáticas contemporâneas de comércio exterior para empresas brasileiras.
- Informe Regulatório de Investimento (Regulatory Report): 
Informe público mensal, destinado a investidores estrangeiros interessados no mercado brasileiro, composto pelas alterações normativas dos setores prioritários da ApexBrasil, que impactam a atração de investimentos estrangeiros.
- Informe de Mercado: 
Informe público mensal sobre como os desdobramentos da política, legislação e regulamentos europeus podem impactar o comércio bilateral Brasil-União Europeia.
- Alerta de Mercado: 
Mensagem de e-mail enviada a públicos específicos, com atualizações que possam impactar as exportações brasileiras. Os temas podem abranger acordos comerciais, mudanças regulatórias, questões tarifárias e não tarifárias, entre outros.
- Alerta de Compras Governamentais: 
Mensagem de alerta, em parceria com a Confederação Nacional da Indústria (CNI), enviada para um público específico, com relação a oportunidades de compras governamentais em mercados estrangeiros.

### Atração de Investimentos
A ApexBrasil atua para atrair investidores estrangeiros diretos para o Brasil, com foco em empresas e projetos que oferecem inovações tecnológicas e novos modelos de negócios, que fortalecem as cadeias de fornecimento industrial, que têm um impacto direto na criação de empregos, ou que melhoram o volume e a diversidade das exportações brasileiras.
- Atendimento a Investidores Estrangeiros: 
A ApexBrasil apoia empresas estrangeiras com interesse em realizar investimentos no Brasil por meio da instalação de plantas produtivas, da prestação de serviços no país ou do estabelecimento de parceria/joint-venture com empresa brasileira. Dessa forma, são fornecidas informações sobre o Brasil, informações setoriais e de mercado, apoio na localização dos Projetos de Investimento e identificação de potenciais empresas brasileiras com perfil para parceria, de forma que o investidor estrangeiro possa identificar a melhor localidade no país e selecionar o Brasil como destino de investimentos.
- Atendimento a Fundos de Investimentos Brasileiros: 
Atendimento a fundos de investimento nacionais e empresas brasileiras que buscam captar recursos internacionais de investidores institucionais internacionais ou, ainda, que busquem co-investimento em empresas brasileiras para o crescimento local e internacional.
- Atendimento a Fundos de Investimentos Estrangeiros e Investidores Institucionais Internacionais: 
Atendimento a fundos de investimento e investidores institucionais que buscam informações sobre oportunidades de investimento em participações junto a fundos de private equity e venture capital brasileiros, assim como acessar dados da indústria local ou portfólio de empresas em busca de capital em setores diversos.
- Atendimento a Empresas Brasileiras: 
A ApexBrasil apoia empresas brasileiras que buscam investimentos em participação ou parcerias estratégicas com empresas estrangeiras como forma de alavancar seu crescimento.
- Atendimento a Startups: 
Trata-se de um programa de softlanding de empresas estrangeiras no Brasil. O programa é uma parceria da ApexBrasil, Associação Brasileira de Private Equity e Venture Capital (ABVCAP) e Israel Trade and Investment Brazil.
- Atendimento a Empresas Brasileiras que buscam parcerias: 
Desenvolvimento de portfólio de empresas nos setores prioritários para atração de investimentos.
- Brasil Investment Forum (BIF): 
Evento anual com foco na promoção dos investimentos estrangeiros no Brasil. Oferece painéis informativos compostos por representantes do setor privado e do governo federal para debater temas e setores relacionados com investimentos estrangeiros, bem como networking qualificado entre empresas brasileiras, empresas com interesse em investir no Brasil, atores do cenário de investimento público e privado, entre outros.
- Corporate Venture in Brazil: 
Desenvolvido para estimular investimentos de capital de risco corporativo no Brasil por grandes corporações internacionais e promover atividades empreendedoras em empresas brasileiras. Para atingir esses objetivos, o projeto realiza eventos para trazer investidores corporativos internacionais para o Brasil e facilitar reuniões com toda a comunidade brasileira de capital de risco.
- Press Trips de Investimentos: 
Missões com jornalistas estrangeiros para apresentação de projetos dos setores que a ApexBrasil promove que possam ser divulgados no exterior.
- Missões de Atração de Investimentos: 
Realização de missões internacionais (setoriais ou multissetoriais) com foco em promover o Brasil como destino de investimentos, apresentando o país e as oportunidades existentes.

### Internacionalização de empresas brasileiras
A ApexBrasil oferece serviços de Apoio à Internacionalização como importante recurso para viabilizar a inserção definitiva de empresas brasileiras em mercados externos.
- Programa de Internacionalização de Empresas: 
O Programa engloba um conjunto de soluções para apoiar a expansão internacional de empresas (além das exportações), de acordo com a metodologia de internacionalização desenvolvida pela Agência.
- Workshop de Plano de Expansão Internacional: 
Workshop com a participação de diversas empresas para apresentação do modelo do Plano de Expansão Internacional, elaborado a partir da metodologia de Internacionalização. Durante o workshop são apresentados conceitos que permitem uma visão aprofundada da complexidade e desafios de implementar um projeto de internacionalização, bem como instrumentos práticos e atualizados para elaboração de um Plano de Expansão Internacional.
- Curso de Estratégia para Internacionalização: 
Curso desenvolvido em parceria com a FIA Business School exclusivamente para clientes da ApexBrasil, com o objetivo de capacitar os executivos para planejar a internacionalização dos seus negócios.
- Curso de Marketing Internacional: 
Capacitação sobre Marketing Internacional desenvolvida em parceria com a ESPM, tem como objetivo principal fornecer elementos para estruturar os componentes do Marketing Mix (produto, praça, preço e distribuição) dentro do processo de internacionalização.
- Missões de Internacionalização: 
São imersões realizadas por um grupo de empresários em um país de interesse, para que possam adquirir conhecimento de mercado, assim como contato com importantes stakeholders no intuito de acelerar o processo de internacionalização das empresas participantes.
- Atendimento Customizado para Internacionalização: 
Assessoria técnica especializada às empresas interessadas na estruturação do Plano de Expansão Internacional, por meio da aplicação da metodologia de internacionalização de empresas.
- Programa StartOut Brasil: 
É um programa de apoio à inserção de startups brasileiras nos mais promissores ecossistemas de inovação do mundo. É realizado em parceria com o Ministério das Relações Exteriores, Ministério da Economia, Sebrae e Anprotec.
- Apoio à Instalação Física: 
Disponibilização de infraestrutura para a abertura de um escritório da empresa no exterior.
- Instalação Virtual: 
Serviço que disponibiliza o uso do endereço comercial do escritório da ApexBrasil, envio e disponibilização de correspondência, recepcionista virtual, atendimento personalizado e utilização de escritório físico e/ou sala de reunião por tempo determinado, conforme o previsto por cada Escritório.
- Orientação de Mercado para Internacionalização: 
Assessoria customizada presencial ou por meio de tele/videoconferência, com objetivo de melhorar o preparo e a compreensão do exportador brasileiro sobre o mercado-alvo para exportações ou para internacionalização, abordando aspectos estratégicos, entre outros.
- Agendas de Internacionalização: 
Preparação de agenda de internacionalização no(s) mercado(s)-alvo com foco na instalação da empresa. A agenda pode conter visitas técnicas com fornecedores (contadores, advogados, operadores de logística) e apresentação sobre o mercado, visitas técnicas, reuniões com consultoria, entre outros.

### Serviços adicionais
Considerando o cenário da pandemia do Covid-19, novos serviços digitais foram implementados para que a Agência pudesse continuar a atender as empresas brasileiras em cenário adverso, bem como atender os compradores internacionais e os investidores estrangeiros.
- Rodadas virtuais de negócios: 
São reuniões de negócios realizadas de modo virtual (on-line), conectando compradores, distribuidores e representantes de redes internacionais com empresas e Comerciais Exportadoras brasileiras.
- Portal Invest in Brasil: 
Plataforma digital com informações qualificadas sobre o mercado brasileiro e voltada a empresas interessadas em investir no País, em especial no contexto da reconfiguração das cadeias globais de valor no pós-pandemia.
- Projeto Digital para o Ensino de Comércio Exterior (ECEX): 
Considerando a necessidade de ampliação da Gestão de Conhecimento em Negócios Internacionais no país, a Agência estruturou o Projeto Digital para o Ensino de Comércio Exterior (ECEX), com a finalidade de promover estudos e pesquisas sobre promoção de exportações e atração de investimentos. O projeto deverá culminar na criação de uma Escola de Negócios Internacionais vinculada à ApexBrasil, com atividades curriculares majoritariamente em formato digital.
- Portal Covid-19: 
Portal com informações disponíveis para mitigar os efeitos da Covid-19 nas atividades das empresas exportadoras, bem como acompanhar as tendências e o panorama global das consequências da pandemia no Brasil e no mundo.
- Painel de Comércio Covid-19: 
Disponibiliza dados dos fluxos de comércio entre o Brasil e diversos países no âmbito da pandemia de Covid-19, permitindo identificar eventuais impactos da evolução da pandemia sobre o comércio exterior brasileiro e subsidiando os processos de tomada de decisão.
- Cartilha ao Exportador no Contexto da Pandemia: 
Cartilha com orientações gerais aos empresários contendo checklist de perguntas para elaboração de plano de ação e exemplos de medidas que algumas organizações adotaram face à pandemia.
- ApexCast: 
Podcast que apresenta ações e serviços da Agência em episódios semanais.

## Relação de presidentes da ApexBrasil
| mandato   | titular                          | profissão                      |
| 1997-1999 | José Frederico Álvares           | economista                     |
| 1999-2003 | Dorothea Werneck                 | economista e política          |
| 2003-2007 | Juan Quirós                      | engenheiro e empresário        |
| 2007-2011 | Alessandro Golombwieski Teixeira | político                       |
| 2011-2015 | Maurício Borges                  | advogado                       |
| 2015-2016 | David Barioni Neto               | piloto de aviação e empresário |
| 2016-2019 | Roberto Jaguaribe                | diplomata                      |
| 2019      | Mário Vilalva                    | diplomata                      |
| 2019-2021 | Sérgio Segovia                   | oficial da Marinha             |
| 2021-2023 | Augusto Pestana                  | diplomata                      |
| 2023-     | Jorge Viana                      | político                       |